# Stenasellus kenyensis
Stenasellus kenyensis är en kräftdjursart som beskrevs av Guy Magniez 1975. Stenasellus kenyensis ingår i släktet Stenasellus och familjen Stenasellidae. Inga underarter finns listade i Catalogue of Life.